# Waśniów
Waśniów – wieś w Polsce, położona w województwie świętokrzyskim, w powiecie ostrowieckim, siedziba gminy Waśniów. Leży przy DW751. 
Dawniej miasto; uzyskał lokację miejską przed 1467 rokiem, zdegradowany w 1869 roku. W ostatniej ćwierci XVI wieku jako miasto klasztoru cystersów wąchockich położone było w województwie sandomierskim. W latach 1351–1869 miasto. W latach 1975–1998 położony był w województwie kieleckim.
W Waśniowie mieszczą się: Urząd Gminy, szkoła podstawowa, zakład opieki zdrowotnej, posterunek policji, jednostka Ochotniczej Straży Pożarnej, urząd pocztowy, przychodnia weterynaryjna, punkt rehabilitacji oraz zakład piekarniczy.

## Części wsi
| SIMC    | Nazwa              | Rodzaj    |
| ------- | ------------------ | --------- |
| 1018893 | Osada Młyńska      | część wsi |
| 1018918 | Waśniów-Poduchowne | część wsi |

## Toponimia
Etymologicznie nazwę własną Waśniów (XIX w. źródła notują również wariant Waśniew) należy uznać za dzierżawczą, wywodzącą się pierwotnie od prasłowiańskiego wyrazu waśń (a pośrednio od przezwiska Waśń), oznaczającego niezgodę, zwadę, kłótnię lub spór (bezpośrednio od wyrazu wada, wadzić się, czyli kłócić).

## Historia
Przyjmuje się, iż pierwszymi mieszkańcami terenów dzisiejszego Waśniowa oraz całej gminy Waśniów byli Słowianie. Napłynęli tu w V wieku, a począwszy od VII w. zaczęli przechodzić od uprawy żarowo-wypaleniskowej do ornej, rozpoczęli także proces łączenia sąsiadujących grup rodowych we wspólnoty terytorialne, zwane na tym terenie opolami.
Dzięki badaniom archeologicznym prowadzonym na tym terenie w latach 50., 60. i 70. XX w., potwierdzono ślady osadnictwa i hutnictwa z okresu wpływów rzymskich m.in. w Waśniowie.
Pierwsze wzmianki o Waśniowie pochodzą z dokumentów źródłowych z roku 1145. Dokumenty owe podają, iż Waśniów (prope Vasnov; w 1146 forum Wasnowe; w 1147 Wasnow forum cum villa = targowisko Waśniów z wsią) był wówczas targowiskiem. Wtedy to książę Mieszko III Stary – syn Bolesława Krzywoustego – nadał Waśniów katedrze gnieźnieńskiej. Waśniów należał wówczas do prężnie rozwijających się wczesnośredniowiecznych ośrodków kościelnych i targowych.
W  1147 roku osada przeszła w ręce kanoników regularnych w Trzemesznie z nadania księżnej Salomei, żony Bolesława Krzywoustego. Od tego czasu pozostaje Waśniów w posiadaniu kanoników aż do 1432, w którym to roku opat trzemeszeński Andrzej odstąpił Waśniów wraz z Jeżowem i dziesięcinami kilku wsi okolicznych opatowi wąchockiemu Mikołajowi w zamian za klucz posiadłości wąchockich w ziemi łęczyckiej .
7 stycznia 1351 Kazimierz Wielki wydał w Krakowie dokument nadający osadzie Waśniów prawa miejskie średzkie i wójtostwo. Herbem Waśniowa obrano białego łabędzia w polu czerwonym, kroczącego w prawo (heraldycznie).
W tym czasie przez Waśniów i ziemię waśniowską wiodły najstarsze piastowskie szlaki handlowe. Z Sandomierza i Opatowa w kierunku Polski centralnej można się było wówczas dostać na dwa sposoby. Pierwszy prowadził przez Mominę, Waśniów i Tarczek lub przez Jeżów, Grzegorzowice, Starą Słupię i podnóżem gór do Tarczka (dalej do Sulejowa i Żarnowa). Wybierając drugi trakt (z którego korzystali głównie zakonnicy ze Świętego Krzyża, posiadający kościół i winnice w Sandomierzu) jechało się przez Piotrów, Rzepin i Wąchock – także w kierunku Żarnowa, lecz znacznie bliżej koryta rzeki Kamiennej.

### Wiek XV
W 1409, w czasie wyprawy pod Grunwald, do Waśniowa zawitał król Władysław Jagiełło.
W 1467, z inicjatywy króla Kazimierza Jagiellończyka, Waśniów otrzymuje przywilej organizowania drugiego jarmarku i ranga miasta zwiększa się.
Zapiski z 1475 i 1552 potwierdzają, że już wówczas w Waśniowie funkcjonowała szkoła początkowa.
Długosz podaje, iż miasteczko Waśniów posiada kościół parafialny drewniany pw. św. Piotra. Dziesięcinę z łanów miejskich w wysokości 10 grzywien pobierał opat wąchocki. Pleban miał wówczas rolę i łąki. Rozległa natenczas parafia obejmowała, oprócz miasta, 25 wsi.

### Czasy nowożytne
W 1523 Waśniów nawiedził ogromny pożar, który strawił ok. 80% zabudowy miasteczka. Ze względu na poniesione straty, Waśniów na 10 lat został zwolniony z obowiązku płacenia należnych podatków, ale mimo tego miastu nie udało się już odzyskać dawnej dynamiki rozwoju.
W 1578 od 3 przekupni soli, 2 palących gorzałkę, 3 rzeźników, 4 rzemieślników, 3 komorników i 2 łanów miejskich Waśniów płacił 4 floreny i 24 grosze. Był zatem biedną i małą mieściną.
W 1633 w nieodległym folwarku Gaj (należącym do dóbr Chocimów, a dziś już nieistniejącym) urodził się, a potem mieszkał, wybitny XVII w. poeta barokowy Wespazjan Kochowski. Jedną ze swoich fraszek, wydaną w zbiorze Niepróżnujące próżnowanie, Kochowski zatytułował właśnie Waśniów:

Darmo to Zoil mówi zazdrościwy,

Iżeby Waśniów nasz miał być waśniwy.

Gorzałka waśni, gdy we łbie zamąci,

To wtenczas z musu szwagier szwagra trąci.

Potop szwedzki i zaraza z 1705 doprowadziły Waśniów do niemal kompletnej ruiny. Nie pomogło potwierdzenie przez królów: Augusta II Mocnego, Augusta III (w 1761) i Stanisława Augusta Poniatowskiego dawnych przywilejów miasta. Życie gospodarcze przeniosło się do nieodległych ośrodków przemysłowych zlokalizowanych wzdłuż rzeki Kamiennej. Klęski miasta dopełnił kolejny pożar z 1840.

### Rozbiory
W wyniku III rozbioru Polski Waśniów znalazł się pod panowaniem austriackim. W 1809, wraz z Nową Galicją, został włączony do Księstwa Warszawskiego, by w roku 1815 znaleźć się na terytorium nowo utworzonego Królestwa Polskiego (powiązanego z Imperium Rosyjskim unią personalną).

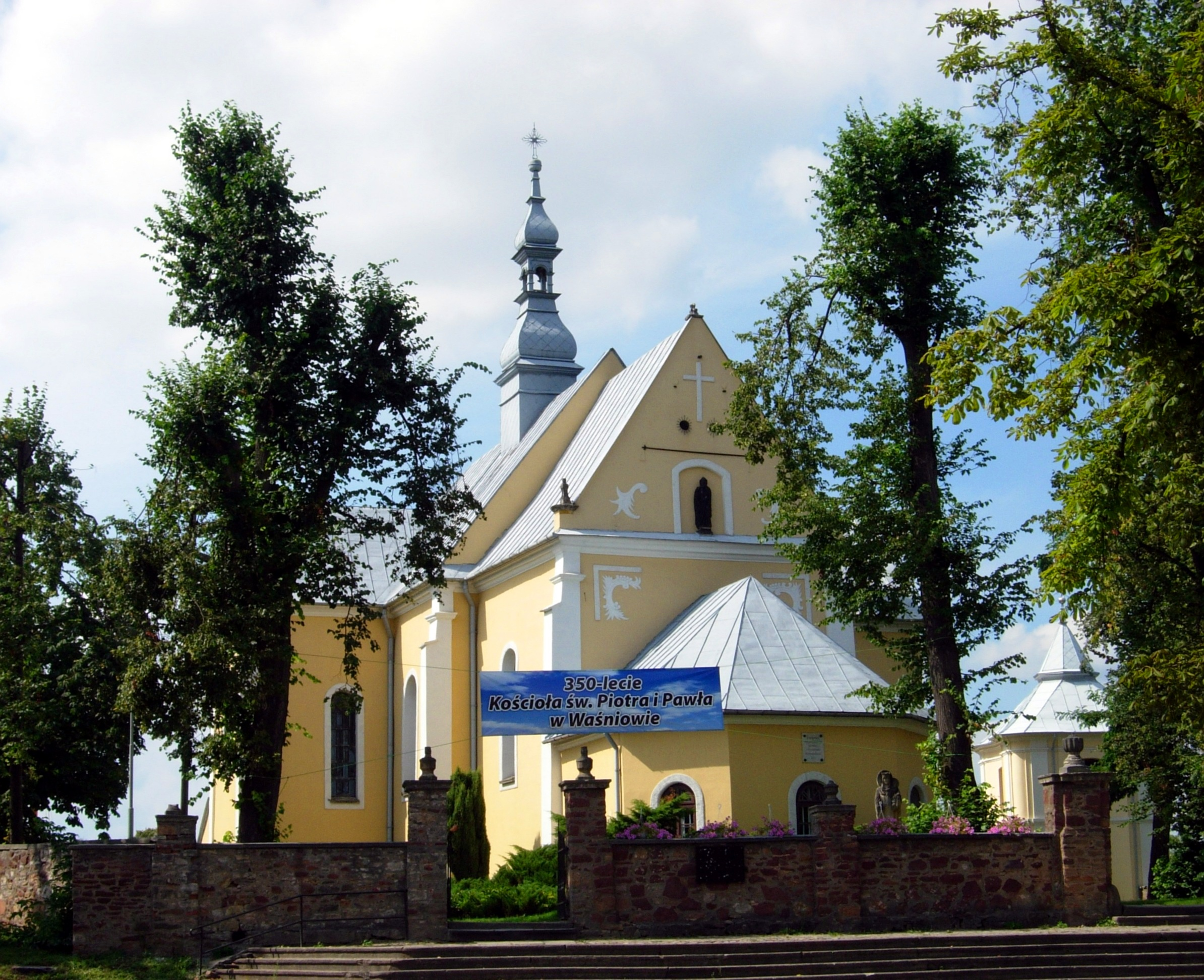
Kościół parafialny w Waśniowie

Słownik geograficzny Królestwa Polskiego podaje, iż w 1827 roku Waśniów liczył 42 domy i 295 mieszkańców. Najbliższa stacja pocztowa i stacja drogi żelaznej znajdowała się w oddalonym o ok. 10 wiorst Ostrowcu.
Przed 1865 wchodził w skład klucza pękosławickiego dóbr rządowych Kunów.
W czasie powstania styczniowego stacjonował tu dyktator Marian Langiewicz oraz oddział Karola Kality Rębajły.
Na miejscowym cmentarzu parafialnym znajduje się mogiła łącznika z powstania styczniowego – Maksymiliana Budzisza (vel. Budziszewskiego). Jego brat Piotr Budzisz prowadził w pobliskiej Mominie karczmę, która stała się wyśmienitym punktem kontaktowym dla powstańców. Informacje tam zbierane i przekazywane przez Maksymiliana były źródłem cennych wskazówek dla miejscowych oddziałów powstańczych. Maksymilian Budzisz zmarł w 1912 w Zajączkowicach w wieku 99 lat.
W 1869, za czynny udział miejscowej ludności w powstaniu styczniowym, władze carskie odebrały Waśniowowi nadane mu 518 lat wcześniej prawa miejskie.
Pod koniec XIX w. Waśniów był osadą miejską w powiecie opatowskim, gminie i parafii Waśniów, leżącej w odległości 7 wiorst od Kunowa. Waśniów miał wówczas 36 domów, 386 mieszkańców i 301 mórg ziemi. Tymczasem w Waśniowie Poduchownym – dawnym probostwie – były wówczas 2 domy, 16 mieszkańców oraz 56 mórg ziemi włościańskiej.
Gmina Waśniów z kolei miała 8604 morgi rozległości (w tym 4353 morgi stanowiła ziemia dworska) oraz 3734 mieszkańców (z czego 233 było pochodzenia żydowskiego). Sąd gminny okręgu IV mieścił się wówczas w Kunowie, a stacja pocztowa w Ostrowcu.
W skład gminy wchodziły następujące miejscowości: Boleszyn, Boleszyński Gaj, Broniowice, Bukowie, Chocimów, Czajęczyce, Czachów, Jamy, Kotarzyn, Małe Jodło, Nosów, Pękosławice, Piotrów, Prusinowice, Szeligi, Waśniów, Wióry, Wojciechowice, Zagaje Grzegorzewskie, Zagaje Boleskie i Zajączkowice.

### Dwudziestolecie międzywojenne i lata powojenne
Krótkie ożywienie gospodarcze przyniosły Waśniowowi lata międzywojnia, kiedy to w miejscowości powstały Ochotnicza Straż Pożarna (1926), czy pierwsze kółka rolnicze, a także prężnie rozwijał się ruch ludowy, organizujący życie mieszkańców.
Księga adresowa Polski z 1928 podaje, iż Waśniów (z przynależnościami Broniewice i Nosów) był osadą miejską w powiecie opatowskim. Najbliższy sąd pokoju miał swoją siedzibę w Ostrowcu, a sąd okręgowy w Radomiu.
Waśniów miał wówczas 580 mieszkańców. Najbliższa stacja kolei żelaznej, urząd pocztowy i telegraficzny znajdowały się w oddalonym o 14 km Ostrowcu nad Kamienną. W samym Waśniowie był natomiast urząd telefoniczny, Ochotnicza Straż Ogniowa (jej komendantem był St. Koterba) oraz młyny.
Targi odbywały się tutaj co drugi wtorek.
Ówczesnymi właścicielami ziemskimi na tych terenach byli: Albin Bonczewski (w jego posiadaniu znajdowały się dobra Szeligi – 91 ha), Gustaw Ośniałowski (dobra Chocimów – 226 ha), Tadeusz Reklewski (majątek Czajęczyce – 156 ha), Wincenty Reklewski (dobra Nosów i Szarotka – 1600 ha, Wojciechowice – 124 ha i Zajączkowice – 171 ha).
Na terenie gminy działali wówczas (głównie w Waśniowie): akuszerka J. Kasz, 2 apteki (J. Filipczaka i W. Rudkowskiego), bednarz Grudnicki w Nosowie, sklep bławatny N. Grafsztajna,
sklep galanteryjny Ch. Gotwola, gorzelnia W. Ośmiałowskiego, 2 kowale: J. Dzioba i I. Pańczyk, manufaktury F. Goldmana, F. Mangartena i D. Niskiera, 6 młynów: wodny Teodora Bałuszyńskiego i zbożowy K. Żurowskiego w Broniewicach, A. Bończewskiego i J. Konarskiego w Waśniowie, młyn motorowy Józefa Kotwy w Nosowie oraz młyn w Szarotce.
Ponadto również: murarz A. Nowocień, olejarnia J. Konarskiego, piwiarnia S. Oksińskiego, restauracja S. Piątkowskiej, rzeźnicy: S. Oksiński i A. Snarski, 5 sklepów z artykułami spożywczymi: S. Grafsztajna, J. Hajnenmana, A. Karcza, W. Kasickiego i J. Mierzejewskiego, stolarz Fuksenbaum, szewc A. Szuchman i W. Wydrzycki, wyroby tytoniowe Josiaka i I. Mierzejewskiego oraz 8 wiatraków: F. Gałęzi, B. Kopczyńskiego, St. Łojka, W. Łojka, J. Mikosa (w Nosowie), W. Pazderskiego, F. Zarzyckiego i M. Ziejewskiego.

## Zabytki
- Kościół parafialny pw. Świętego Piotra i Pawła – początkowo drewniany, odnotowany po raz pierwszy w 1145 w dokumencie nadania wsi przez księcia Mieszka III klasztorowi w Trzemesznie. W 1656, na miejscu dawnej świątyni (dzięki staraniom proboszcza Benedykta Delegowicza) stanął kościół murowany z kamienia Świętego Piotra, w stylu późnorenesansowym. Wystrój kościoła barokowy. W prezbiterium ołtarz główny z drugiej połowy XVIII w., składający się z licznych prześwitów, bramek oraz rzeźb. W 1882 kościół rozbudowano, a w latach 1971–1975 restaurowano.

Kościół oraz dzwonnicę wpisano do rejestru zabytków nieruchomych (nr rej.: A.621/1-2 z 18.03.1957 i z 6.03.1967).
- Dzwonnica kościoła.

## Kultura
W Waśniowie działa Gminny Ośrodek Kultury, który organizuje gminne przeglądy piosenki, tańca, teatrzyków szkolnych, imprez okolicznościowych, turniejów i festynów. Prowadzi zajęcia świetlicowe dla dzieci i młodzieży; w jego pomieszczeniach ma swoją siedzibę Towarzystwo Przyjaciół Waśniowa. Przy Publicznej Szkole Podstawowej w Mominie pod patronatem GOK działa Dziecięcy Zespół Ludowy „Miniaturka”.